# Höhle von Altamira
Die Höhle von Altamira in der Nähe der Stadt Santillana del Mar in Kantabrien, Spanien, 32 km südwestlich von Santander, ist bekannt für ihre steinzeitliche Höhlenmalerei. Sie gehört wie die Chauvet-Höhle zum Umkreis der frankokantabrischen Höhlenkunst und ist Teil des UNESCO-Welterbes.

## Bilder
Die Höhle enthält etwa 930 altsteinzeitliche Bilder, darunter Ritzzeichnungen, reine Kohlezeichnungen und farbige Darstellungen. Abgebildet sind Hirsche, Bisons, Hirschkühe, Pferde und Wildschweine. Verwendet wurden Holzkohle sowie Rötel, schwarze Manganerde und verschieden getönter Ocker, die mit Fett oder Eiweiß gemischt wurden. Für den Farbauftrag kamen vermutlich Federn zum Einsatz. Aber auch Farbstifte und Röhrenknochen, durch die der Farbstoff aufgeblasen wurde oder ein Farbauftrag mit der Hand waren möglich.

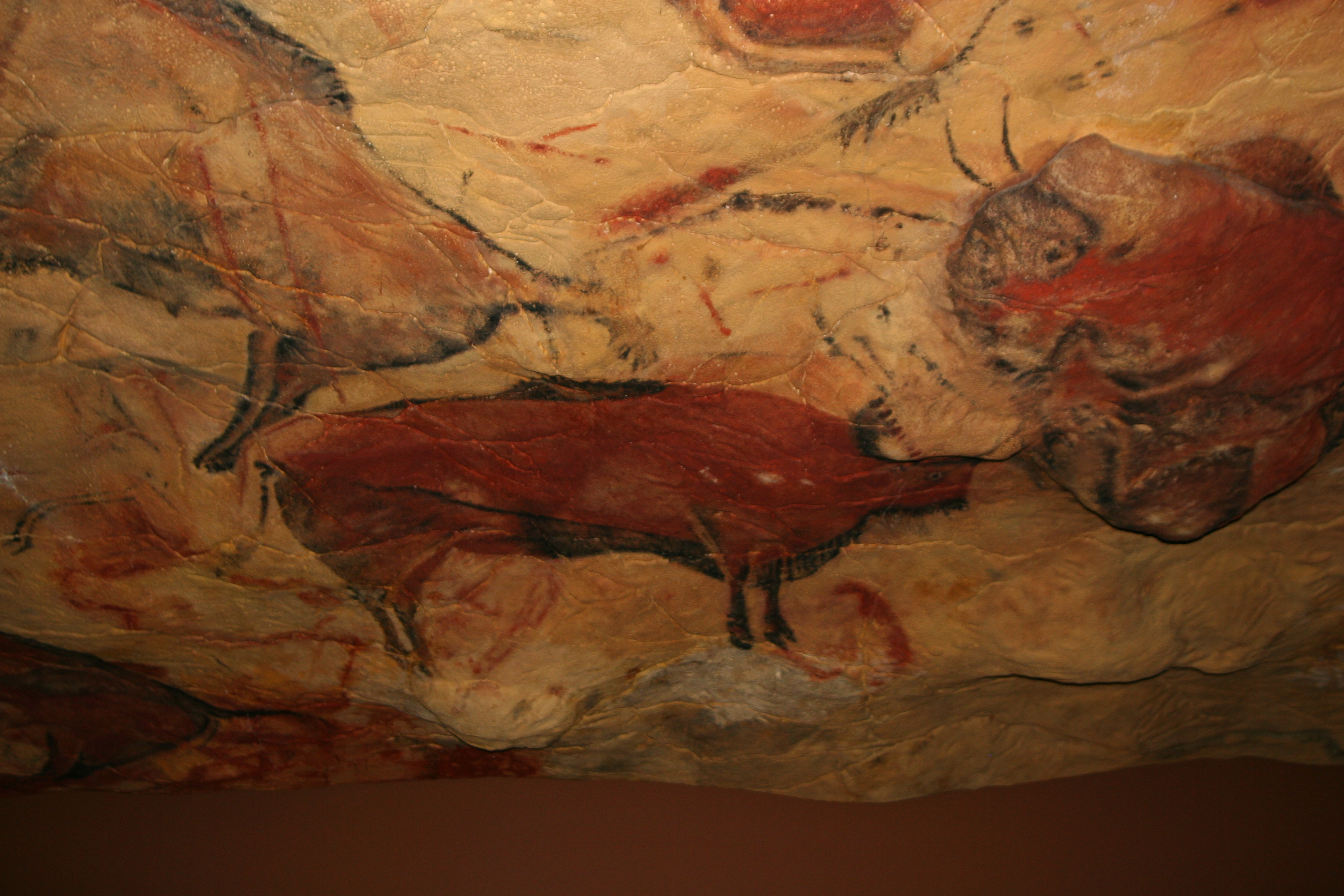
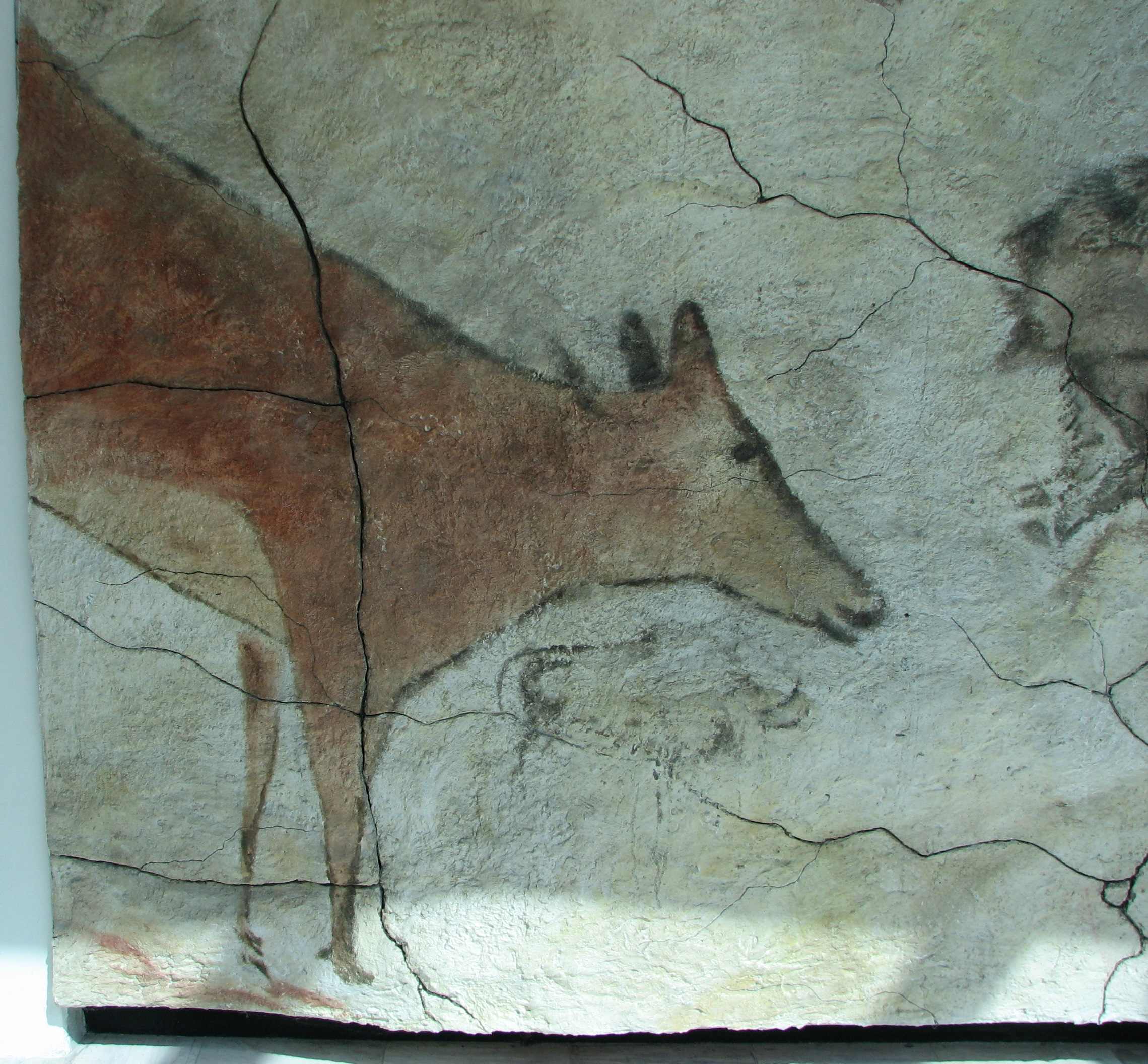
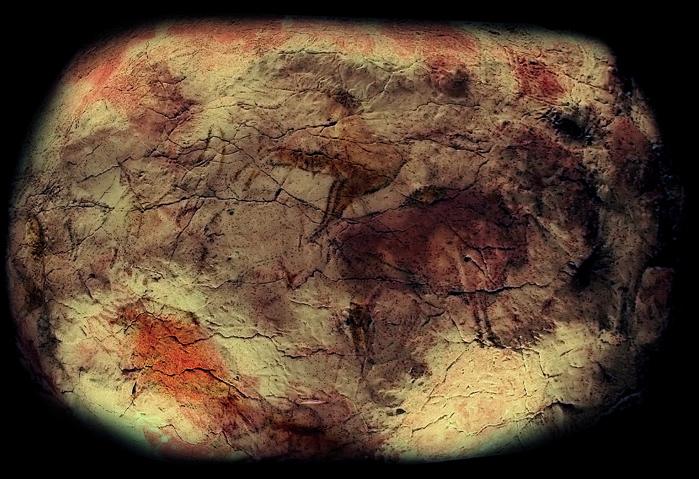

## Entdeckung

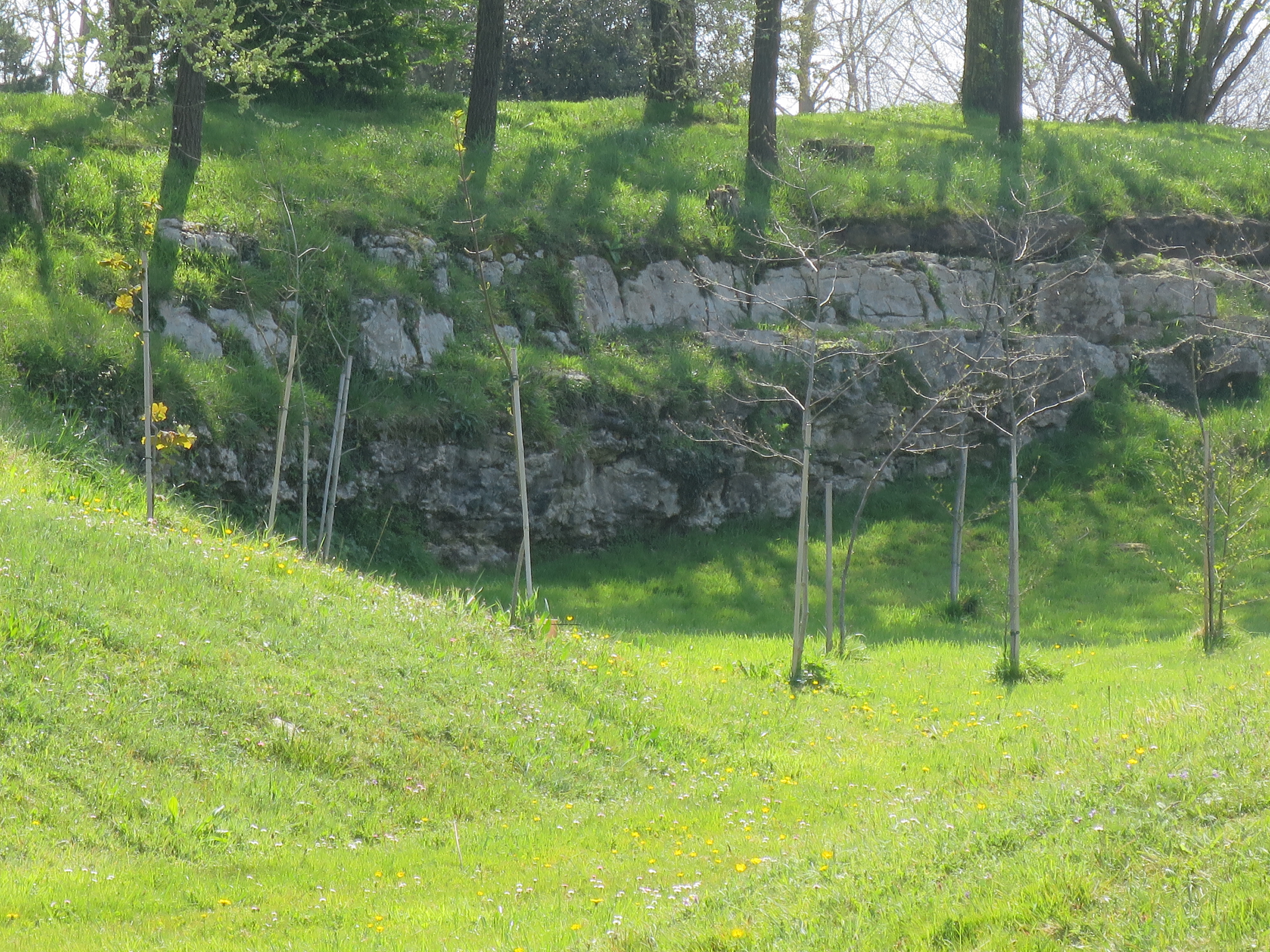
Verstürzter Höhleneingang (2019)

Die Altamirahöhle wölbt sich über einer Fläche von mehr als 5500 m². Sie wurde von 33.600 v. Chr. bis zum Einsturz des Einganges 11.000 v. Chr. genutzt. Die besonders beeindruckenden Deckengemälde werden dem Zeitraum 16.500 bis 13.000 v. Chr. zugeordnet. Die Höhle wurde 1868 aufgrund des Verschwindens eines Jagdhundes von dem Weber Modesto Cubillas entdeckt. Cubillas informierte über seinen Fund den Gutsherrn von Santillana, Marcelino Sanz de Sautuola (1831–1888), einem Naturforscher und Prähistoriker. Die Bedeutung wurde zunächst aber noch nicht erkannt.
Die Malereien wurden einige Jahre später von Sautuolas fünfjähriger Tochter Maria entdeckt, die die Höhle aufrecht begehen konnte und dabei an der Decke Abbilder von „Rindern“ ausmachte. Marcelino begann 1879 systematisch in der Höhle zu graben und veröffentlichte eine kurze Beschreibung der „prähistorischen Objekte in der Provinz Santander“. Sogar der spanische König Alfons XII. wurde in die Höhle eingeladen. Die gelehrte Fachwelt bezweifelte aber die Echtheit der Höhlenmalereien.
Der französische Prähistoriker Émile Cartailhac bezeichnete die Malereien als „vulgären Streich eines Schmierers“, die er und seine Zeitgenossen nicht einmal ansehen wollten. Die Entdeckung musste fast 23 Jahre auf ihre Anerkennung warten. Erst als im Jahre 1901 ähnliche Malereien in der Höhle von Font-de-Gaume bei Les Eyzies-de-Tayac-Sireuil im Département Dordogne (Frankreich) bekannt wurden, änderte sich die Einstellung der französischen Forschung und Cartailhacs, der zum Sinnbild der archäologischen Ignoranz wurde. Cartailhac entschuldigte sich 1902 in einem Aufsatz («Mea culpa» d’un sceptique) posthum beim Marquis de Sautuola.

## Konservierung
Die Höhle ist seit 1979 nicht mehr für die Öffentlichkeit zugänglich, da durch die warme Atemluft der Besucher schwere Schäden entstanden und aufgrund der neu angebrachten Holzgeländer die Malereien zu schimmeln anfingen. Im Jahre 1998 wurde daher das spanische Geographieinstitut damit beauftragt, den 1500 m² großen Eingangsbereich originalgetreu nachzubilden. Die Höhle wurde mit rund 40.000 Vermessungspunkten pro Quadratmeter vermessen und mit Schaumstoffplatten und originalgetreu bemalten Matten nachgebildet.

## Präsentation
Die Nachbildung wird in dem etwa 500 m von der historischen Höhle entfernt errichteten Besucherzentrum gezeigt. Weitere originalgetreue Kopien sind auch im Deutschen Museum in München und im Museo Arqueológico Nacional de España in Madrid zu sehen.
1985 hat die UNESCO die Höhle von Altamira auf die Welterbe-Liste gesetzt. 2008 hat sie dieses Welterbe um eine Reihe weiterer Höhlen erweitert, in denen sich ebenfalls altsteinzeitliche Malerei findet. Seitdem heißt die Welterbestätte Höhle von Altamira und Altsteinzeitliche Höhlenmalereien in Nordspanien.